# John Black (homme politique du Bas-Canada)
Pour les articles homonymes, voir Black.
Ne doit pas être confondu avec John Black.
John Black, né à Auchleuchries (Aberdeenshire) en 1764 et mort en Écosse en 1820, est un homme politique britannique.

## Biographie
Charpentier, employé d'une entreprise de construction de navires (1787), il devient en 1789 propriétaire d'un chantier à Québec et est maître-constructeur sur le lac Ontario en 1792-1793. En 1796, il est élu député de Québec et est engagé comme agent du gouvernement britannique. C'est lui qui, en 1797, livre aux autorités le proscrit David Mac Lane qui s'était confié à lui.
En 1798, un navire français le capture mais il parvient à s'évader et rejoint alors Londres où il révèle au gouvernement les projets militaires des Français.
Après les événements, il exerce ses anciens activités de constructeur de navires à Québec (1800-1806) puis finit sa vie à Londres.
Jules Verne décrit les événements qui le concerne dans son roman Famille-Sans-Nom (partie 1, chapitre II).